# Janusz Mączka (filozof)
Janusz Włodzimierz Mączka (ur. 2 marca 1960 w Zagnańsku, zm. 28 maja 2024) – polski filozof przyrody, salezjanin, pracownik naukowy Uniwersytetu Papieskiego Jana Pawła II w Krakowie.

## Życiorys
W 1980 ukończył technikum mechaniczne w Kielcach, w latach 1980–1981 studiował fizykę w Wyższej Szkole Pedagogicznej w Krakowie. W 1981 wstąpił do Towarzystwa Salezjańskiego, nowicjat odbył w Kopcu, pierwszą profesję złożył 22 sierpnia 1982, śluby wieczyste złożył 9 września 1988, święcenia kapłańskie przyjął 15 czerwca 1989. W tym samym roku ukończył studia na Wydziale Filozoficznym Papieskiej Akademii Teologicznej w Krakowie. W latach 1989–1990 pracował jako wikariusz w parafii Miłosierdzia Bożego w Oświęcimiu.
Od 1990 pracował w seminarium Towarzystwa Salezjańskiego. W 1991 został członkiem Ośrodka Badań Interdyscyplinarnych, w tym samym roku uzyskał na PAT licencjat naukowy z filozofii przyrody. Od 1993 pracuje na PAT (od 2009 przekształconej w Uniwersytet Papieski Jana Pawła II w Krakowie) w Katedrze Filozofii Przyrody na Wydziale Filozoficznym. Początkowo został zatrudniony jako asystent. W 1997 obronił pracę doktorską Rola matematyki w genezie filozofii Alfreda North Whiteheada napisaną pod kierunkiem Józefa Życinskiego i w 1998 został zatrudniony na stanowisku adiunkta. W 2003 uzyskał stopień doktora habilitowanego na podstawie pracy Wszechświat Strukturalny. Strukturalizm w dziele Joachima Metallmanna a strukturalizm współczesnej nauki. W latach 2009–2016 był dziekanem Wydziału Filozoficznego UPJPII. Pracował na stanowisku profesora nadzwyczajnego, był kierownikiem Katedry Filozofii Przyrody UPJPII.
Od 2008 współpracował z Centrum Kopernika Badań Interdyscyplinarnych, stał na czele powstałej w tym roku Fundacji Centrum Kopernika, od 2011 kierował grupą badawczą „Philosophy and Theology” w ramach projektu The Limits of Scientific Explanations finansowanego z grantu Fundacji Templetona.
Był członkiem Komitetu Nauk Filozoficznych PAN (w kadencji 2016–2020).